# Otholobium heterosepalum
Otholobium heterosepalum là một loài thực vật có hoa trong họ Đậu. Loài này được (Fourc.) C.H.Stirt. miêu tả khoa học đầu tiên.